# Адмирал (пеперуда)
Адмиралът (Vanessa atalanta) е вид пеперуда, срещаща се и в България.

## Разпространение
Среща се в Европа, Азия и Северна Америка. Адмиралът предпочита по-топлите зони, но през пролетта мигрира на север.

## Описание
Адмиралът е често срещана в България пеперуда в равнините и планините до 2000 m. надморска височина. Крилете са с размер около 5 cm. Те са чернокафяви, като задните са с червена ивица на върха и с черни точки върху нея. Предните имат същата напречна червена ивица по средата, но без точки, а към върха – няколко бели петна.
- Vanessa atalanta
- Vanessa atalanta △

## Начин на живот и хранене
Адмиралът се появява рано напролет, още с първите топли, слънчеви дни. Гъсениците се хранят с коприва (Urtica dioica) и разваленка (Parietaria).

## Размножаване
След копулация женската снася яйцата си върху листата на копривата, като избира огрени от слънцето растения, но разположени във влажни места.
Излюпените гъсеници свиват листата и се крият в тях. Така те са защитени от прекия поглед на враговете си. Хранят се в продължение на 20 дни, през което време линеят четири пъти. Гъсеницата е кафява, с жълта надлъжна странична ивица и множество дебели шипчета.
Какавидират върху листата, като залепват върха на коремчето си и увисват с главата надолу. Какавидата е златисто блестяща. След около три седмици пеперудите от второ поколение излитат.